# Berze Nagy János Gimnázium
A Berze Nagy János Gimnázium Gyöngyös középiskoláinak egyike.

## Története
A gyöngyösi gimnázium az ország legrégebbi alapítású középiskolái közé tartozik. Kezdetben  (1634-től) az intézményt a jezsuita rend működtette. 1751-52-ben új épületet emeltek az iskola számára, amely 147 éven át adott helyet a gyöngyösi gimnazista diákoknak. A rend feloszlatásakor, 1773-ban a gimnáziumi oktatást a város felkérésére a ferences rend vette át.
Az egykori épületben jelenleg a zeneiskola működik.
A gimnázium 1923-ban vette fel a kiváló törökverő tábornok, országbíró és barokk költő Koháry István nevét. 1955-ben az iskolát (az ellentétes oldalon harcoló) Vak Bottyán János kuruc generálisról nevezték el, akit a gyöngyösi ferences templomban helyeztek örök nyugalomra.
A gimnázium mai nevét 1971-ben kapta. 2008-ban nyílt meg a Koháry Tornacsarnok, az új és korszerű iskolai tornaterem, amely sportrendezvények, -versenyek lebonyolítására is alkalmas. A régi tornateremből menzát alakíttatott ki az iskola. A tornaterem 2017. június 10-től kezdve a gimnázium egykori testnevelő tanára, Vályi-Nagy Károly nevét viseli.

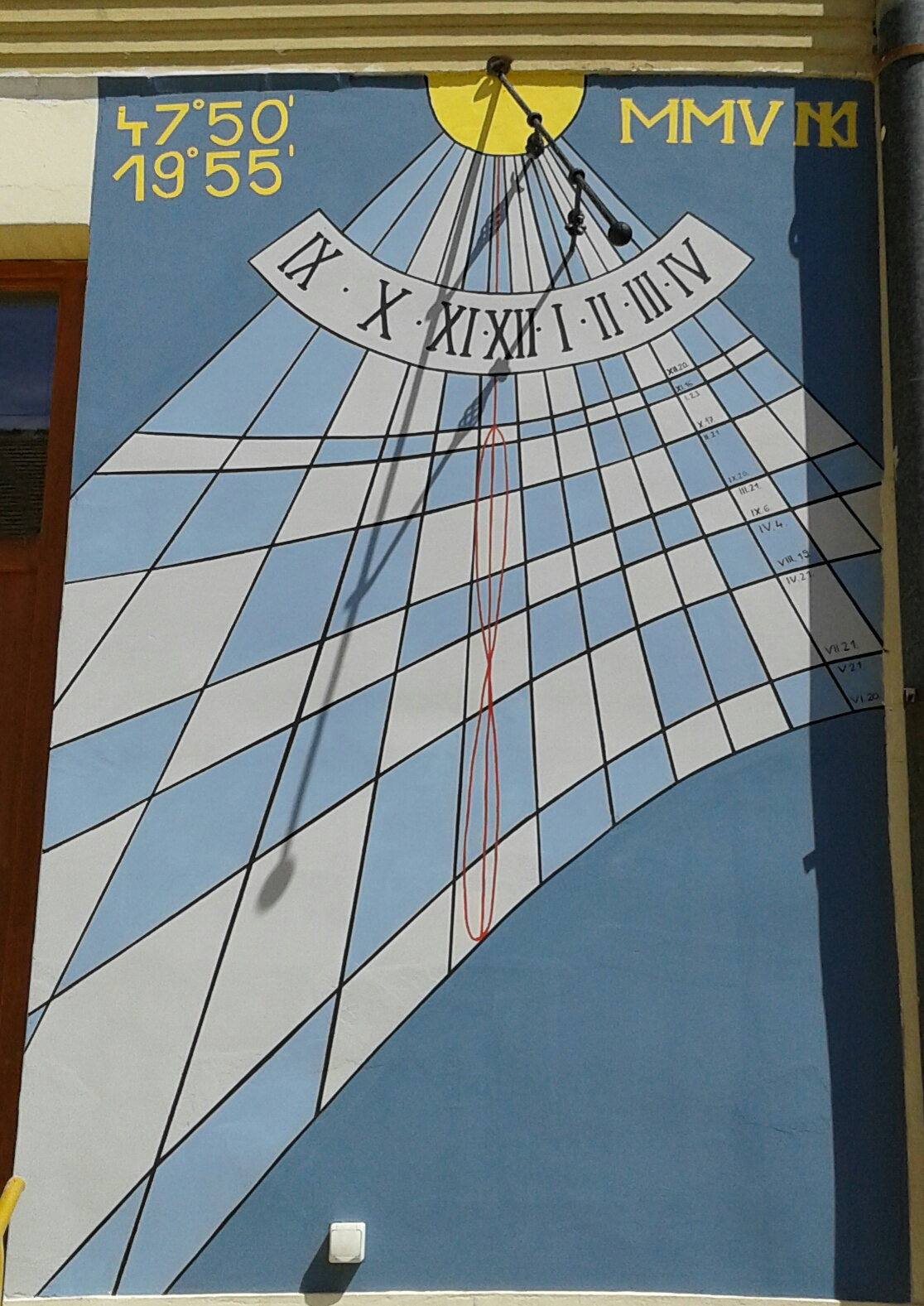
[https://web.archive.org/web/20180314045651/http://www.berze.hu/tudomany/napora/ A gimnázium napórája az időt és a dátumot is mutatja

Az épület belső falán napóra található, amelynek tervezője dr. Kiss Miklós az iskola egyik fizikatanára.
Itt tanult:
- Bajza József költő, kritikus
- Bálint (Braun) György kertészmérnök
- Török Ignác aradi vértanú tábornok
- Berze Nagy János néprajzgyűjtő
- Bugát Pál orvos
- Fülöp Lajos néprajztudós
- Lovas István fizikus, az Magyar Tudományos Akadémia rendes tagja
- Sárközy András matematikus, az ELTE egyetemi tanára
- Kádár György fizikus, az MTA Doktora
- Selmeczi Kovács Attila, népzajztudós
- Csörgő Tamás fizikus
- Fodor Gábor volt oktatási, és volt környezetvédelmi miniszter
- Kálomista Gábor producer
- Vona Gábor a Jobbik volt elnöke, a 2RK elnöke
- Horváth Róbert biofizikus
- Dr. Szőke Domonkos történész
- Sóti Péter fényképész
- Dömötör Csaba politikus, a Fidesz – Magyar Polgári Szövetség országgyűlési képviselője
- Eddymen, tanár